# 草双紙
草双紙（くさぞうし）は、江戸時代中頃から江戸で出版された絵入り娯楽本、赤本・黒本・青本・黄表紙・合巻の総称である。絵草紙（えぞうし）・絵双紙（えぞうし）・絵本（えほん）とも呼んだ。江戸の大衆本・江戸地本の中心を占めた。

## 概要
美濃判二つ折りの半分の大きさ（ほぼB6判）で、1冊5丁単位で、2-3冊ないし5-6冊で1編となることが多い。各丁の大部分が絵で占められ、絵の周囲にひらがなを中心とした文が描かれる。赤本・黒本・青本・黄表紙は各冊の表紙に書名を示す絵題簽が貼られ、合巻では多色刷り木版の絵を表紙とする錦絵摺付表紙が定着する。
曲亭馬琴は、草双紙の名称について、「世にこれを臭草紙といふ。この冊子は書皮に至るまで薄様の返魂紙にて悪墨のにほひ有故に、臭草紙の名を負したり」と臭双紙説を唱えた。ただし、この馬琴の説は、山東京伝が用いた草双紙と臭双紙の地口を、晩年の馬琴が書き留めたものとされる。

## 種類

### 赤本
寛文期に始まり、元禄～享保期に隆盛を迎え、寛延期まで刊行された。表紙が丹色であることから「赤本」と呼ばれる。紙数は5丁（10ページ）が基本で、一巻か上下二巻が多いが、上中下三巻の場合もある。赤本は正月の年玉として購買された子供向けの縁起物と言われているが、内容は大人向けの部分も含んでおり、読者の年齢層は幅広いと想定される。画工としては、菱川師宣・近藤清春・鳥居清満・西村重長・奥村政信、版元としては鱗形屋・村田屋などが見られる。内容は、桃太郎・さるかに合戦・舌切り雀、花咲か爺といった昔話、御伽草子や説話を継承したもの、歌謡・言葉遊び・武勇譚など、多様である。

### 黒本・青本
黒本・青本は赤本の形態を受け継いだもので、表紙が黒い本を黒本、表紙が萌黄色の本を青本と呼称する。青本の褪色は早く、実際の表紙は黄色（藁色）を呈する。上下2巻2冊、上下巻3巻3冊が普通だが、5巻5冊、10巻10冊、12巻12冊なども存在する。
黒本・青本の刊行時期は、1744年（延享元年）刊『丹波爺打栗』から1774年（安永4年）『金々先生栄花夢』刊行までと位置づけられるが、実際には安永4年以降にも黒本・青本は刊行されていた。黒本・青本の先後関係はまだ決定的な結論が出ていない。
内容は、人形浄瑠璃や歌舞伎といった演劇や浮世草子に取材したもの、勧化本や地誌、通俗演義ものや実録もの、一代記ものなどがある。
黒本・青本の画工は鳥居派の絵師が主流をなし、具体的には、鳥居清倍・鳥居清重・鳥居清満・鳥居清経・山本義信・富川房信などの絵師が活躍した。作者には、観水堂丈阿・柳川桂子・和祥などがいた。

### 黄表紙
1775年（安永4年）、恋川春町が描いて書いた『金々先生栄花夢』以降の、知識層向け文芸作品に飛躍した青本が、のちに黄表紙と呼び分けられた（渓斎英泉は『続浮世絵類考（1833）』の中で、「黄表紙」の語を使っている）。発売当時は青本の新刊だったが、大田南畝は1781年に、式亭三馬は1802年に、『金々先生栄花夢』のそれぞれ物語と挿画が画期的だったことを認めている。
古典をもじり、洒落・滑稽・諧謔を交えて風俗・世相を漫画的に描き綴ったもので、朋誠堂喜三二、芝全交、唐来参和、山東京伝らが続いたが、松平定信の寛政の改革時（1787年- 1793年）に、多く発禁にされた。内容を真面目にせざるを得ず、仇討ち物に方向転換し、結果として話の筋が長くなり、文化年間に合巻と交代することになった。

### 合巻
黄表紙が長編化し、5丁1冊の冊数が増え、10 - 15丁を纏めて綴じたのが合巻で、1804年（文化元年）の、春水亭元好作・歌川豊国画『東海道松之白浪』が最初とされる。表紙に『全部十冊合巻』と横書きしてある。1806年（文化3年）の、式亭三馬の『雷太郎強欲悪物語』が最初との説は、三馬の自己宣伝に発すると言う。
初めは仇討ち物が多かったが、飽きられてお家騒動物に移り、次第に多様になり装丁も派手になった。そして水野忠邦の天保の改革（1841-1843年）で再び取り締まりの対象となりしぼみ、幕末に再び盛んになったが一方で作品の質は落ち、明治に入って消滅した。
山東京伝、式亭三馬、十返舎一九、曲亭馬琴、柳亭種彦などが、盛期の合巻の作者だった。